# Kirill Borodatjov
Kirill Viktorovitj Borodatjov (ryska: Кирилл Викторович Бородачёв), född 23 mars 2000, är en rysk fäktare som tävlar i florett. Hans tvillingbror Anton Borodatjov är också en fäktare.

## Karriär
Vid olympiska sommarspelen 2020 i Tokyo, som arrangerades 2021, tog Borodatjov silver tillsammans med Anton Borodatjov, Vladislav Mylnikov och Timur Safin i lagtävlingen i florett. Han blev även utslagen i kvartsfinalen i florett av hongkongske Cheung Ka Long.
Vid EM 2025 i Genua tog Borodatjov brons tillsammans med Anton Borodatjov, Aleksandr Kerik och Vladislav Mylnikov i lagtävlingen i florett efter att ha besegrat Belgien i bronsmatchen. Vid VM 2025 i Tbilisi tog han silver individuellt i florett efter en finalförlust mot hongkongske Ryan Choi.